# Rizó (ort i Grekland, Mellersta Makedonien)
Rizó är en ort i Grekland.   Den ligger i prefekturen Nomós Péllis och regionen Mellersta Makedonien, i den norra delen av landet, 300 km norr om huvudstaden Aten. Rizó ligger 48 meter över havet och antalet invånare är 1 106.
Terrängen runt Rizó är platt åt sydost, men åt nordväst är den kuperad. Runt Rizó är det ganska tätbefolkat, med 104 invånare per kvadratkilometer. Närmaste större samhälle är Náousa, 12,9 km sydväst om Rizó. Omgivningarna runt Rizó är en mosaik av jordbruksmark och naturlig växtlighet.